# Xã Porter, Quận Jefferson, Pennsylvania
Xã Porter (tiếng Anh: Porter Township) là một xã thuộc quận Jefferson, tiểu bang Pennsylvania, Hoa Kỳ. Năm 2010, dân số của xã này là 305 người.